# Soester TV
Der Soester TV (offiziell: Soester Turn-Verein von 1862 e. V.) ist ein Sportverein aus Soest mit 10 Abteilungen. Die erste Handballmannschaft der Männer spielt seit dem Jahre 2016 in der Oberliga.

## Geschichte
Der Verein wurde am 7. April 1862 gegründet und umfasst etwa 2.300 Mitglieder in zehn Abteilungen. Neben Handball bietet der Verein auch Badminton, Budō, Fechten, Paddeln, Tennis, Tischtennis, Turnen und Volleyball an. Auch gibt es eine Ski- und Paddelabteilung. 
Die Handballabteilung existiert seit 1924. Ihre ersten Erfolge hatten die Soester in den 1950er Jahren, als die Mannschaft sich dreimal für die Westfalenmeisterschaft im Hallenhandball qualifizierte. Sowohl 1955, 1956 als auch 1961 scheiterte die Mannschaft am Erreichen des Halbfinals. 1968 verpasste die Mannschaft die Qualifikation für die neu geschaffene Oberliga Westfalen. Der Aufstieg dorthin gelang Ende der 1990er Jahre. 
Im Jahre 2000 wurden die Soester Oberligameister und stiegen in die Regionalliga Nord auf und wechselten ein Jahr später in die Weststaffel. Die bislang einzige Qualifikation für den DHB-Pokal gelang im Jahre 2005, wo das Team in der ersten Runde mit 30:39 gegen den TSV Altenholz unterlag.  In der Saison 2007/08 wurden die Soester Vizemeister hinter dem Leichlinger TV. Zwei Jahre später verpasste das Team die Qualifikation zur neu geschaffenen 3. Liga nur um zwei Punkte. Nach zwei dritten Plätzen gelang der Mannschaft schließlich im Jahre 2014 der Aufstieg in die 3. Liga. Zwei Jahre später stieg Soest wieder in die Oberliga ab.
Die erste Frauenmannschaft spielt in der Verbandsliga Westfalen. Heimspielstätte ist die Bördehalle.

## Persönlichkeiten
- Martin Adomeit
- Jan Peveling